# Augustinos Kapodistrias
Augustinos Joannis Maria Kapodistrias (řecky Αυγουστίνος Ιωάννης Μαρία Καποδίστριας; 6. listopadu 1778 Korfu – 19. dubna 1857 Petrohrad) byl řecký voják a politik.
Narodil se na Korfu a studoval geologii. Jeho staršími bratry byli Viaros Kapodistrias a první řecký guvernér Ioannis Kapodistrias.

## Politická kariéra
Po vraždě Joannise Kapodistriase ze dne 27. září 1831 převzal po svém bratrovi úřad předsedy správní rady a guvernéra. Jeho šestiměsíční vláda byla ve znamení politické nestability a skluzu země k anarchii.